# Macarostola eugeniella
Macarostola eugeniella là một loài bướm đêm thuộc họ Gracillariidae. Nó được tìm thấy ở Madagascar và Mauritius.
Ấu trùng ăn Eugenia cumini và Eugenia jambolana. Chúng có thể ăn lá nơi chúng làm tổ.